# Xiao-Gang Wen

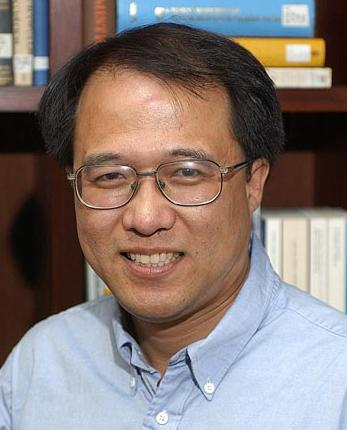
Xiao-Gang Wen (2003)

Xiao-Gang Wen (* 26. November 1961 in Peking) ist ein US-amerikanischer Physiker, der sich mit theoretischer Festkörperphysik befasst. Er war Professor am Massachusetts Institute of Technology (MIT) und ist seit 2011 am Perimeter Institute.

## Leben
Wen studierte an der Chinesischen Universität für Wissenschaft und Technik in Hefei mit dem Bachelorabschluss 1982 und an der Princeton University mit dem Masterabschluss 1983 und der Promotion 1987. Er arbeitete dort mit Edward Witten über Superstringtheorie. Als Post-Doktorand war er Mitglied des Institute of Theoretical Physics der University of California, Santa Barbara, wo er mit John Robert Schrieffer, Frank Wilczek und Anthony Zee zusammenarbeitete und sich der Festkörperphysik zuwandte. Ab 1991 war er Assistant Professor, 1995 Associate Professor und seit 2000 Professor am MIT. Seit 2011 hat er den Isaac Newton Forschungs-Lehrstuhl am Perimeter Institute for Theoretical Physics.

## Werk
Wen forschte insbesondere über topologische Ordnung in Systemen wie beim Quanten-Hall-Effekt. Das Konzept der topologischen Ordnung führte er 1989 zur Beschreibung von Quanten-Hall-Flüssigkeiten ein, die nicht durch die klassische Theorie der Phasenübergänge (mit gebrochenen Symmetrien und Ordnungsparametern) im Sinne von Lew Landau beschrieben werden können. 2001 führte er allgemein das Konzept der Quanten-Ordnung ein.
Er benutzt Festkörpersysteme als Modelle (Spinmodelle auf Gittern) für vereinheitlichte Theorien in der Elementarteilchenphysik (String Net Physics). Inspiration war die Beobachtung gebrochenzahliger Ladung (unter anderem mit Ladung ein Drittel ähnlich wie bei Quarks) im Fractional Quantum Hall Effect (FQHE). Wen sieht darin ein Beispiel neuer topologischer Phasen von Festkörpersystemen mit String-artiger Beschreibung durch Quasiteilchen. Mit Levin fand er, dass die String-Flüssigkeiten sich durch die Maxwell-Gleichungen beschreiben lassen und die Enden der Strings Modelle für Fermionen (Elektronen) abgeben (später konnten sie auch Eichbosonen und Quarks und Gravitonen damit modellieren), so dass sich damit ein Festkörpermodell der Elementarteilchenphysik ergab. Wen hofft, in dem von seinem Kollegen Young Lee am MIT synthetisch hergestellten Herbertsmithtit ein experimentelles Modell für diese Theorien gefunden zu haben. In dem Mineral sind die Elektronen in einem zweidimensionalen Gitter in Dreiecken trigonal angeordnet. Die bevorzugte Spinrichtung benachbarter Elektronen ist antiparallel, das dritte Elektron muss sich aber zu einem der beiden anderen parallel ausrichten. Das System ist frustriert, was zu zufälligen Fluktuationen im Spin führt und zu einer Spin-Flüssigkeit.
Von ihm stammen auch Klassifikationsresultate für Spinketten mit Grundzustandslücke (das heißt, der erste angeregte Zustand liegt um eine endliche Energiedifferenz {\displaystyle <0} über der des Grundzustands) und örtlichen Symmetrien bezüglich topologischer Phasen (Symmetriegeschützte topologische Phasen, Symmetry protected topological phase, SPT). Sie zeigten, dass sie im Wesentlichen von der Symmetriegruppe G und deren projektiven Darstellungen (bei teilweiser Symmetrieverletzung) abhängen (wobei auch zusätzlich Zeitumkehrinvarianz und Parität als Symmetrien betrachtet wurden) und genauer von den Gruppen-Kohomologien. Diese Resultate wurden ab 2015 von Yoshiko Ogata verallgemeinert mit Operatoralgebra-Methoden.
Er verfolgt auch Anwendungen auf topologische Quantencomputer (ein Konzept das der Mathematiker Michael Freedman und Alexei Kitajew in den 1980er Jahren einführten).
Mit Patrick A. Lee entwickelte er eine SU(2)-Theorie von Hochtemperatursupraleitern.
Wen sieht die in Spinmodellen beobachtbaren kollektiven Phänomene – mit neuen exotischen Phasen (string net condensation) – auch als Basis für die Beschreibung von Eichfeldtheorien der Elementarteilchenphysik (Photonen, Gluonen, Elektronen u. a.). In diesem Zusammenhang ist auch das Studium von Spinmodellen mit Grundzustandslücke (Gap) zu sehen, denn ein offenes Problem, eines der Millennium-Probleme, ist zu zeigen, dass es in der Quantenchromodynamik und ähnlichen Theorien einen Gap der ersten Anregung zum Grundzustand gibt und eventuell sind Techniken aus dem Studium von Spinmodellen dahin übertragbar (die Quantenfeldtheorien sind allerdings in vier Raum-Zeit-Dimensionen und im Kontinuum formuliert und nicht auf einem Gitter).

## Ehrungen und Mitgliedschaften
1993 bis 1995 war er Sloan Research Fellow. 2006 war er als Moore Scholar am Caltech, 2002 bis 2004 war er Gastprofessor am Center for Advanced Study der Tsinghua-Universität und 2009 Gastprofessor am Perimeter Institute. Er ist Fellow der American Physical Society (2002). Für 2017 wurde ihm der Oliver E. Buckley Condensed Matter Prize zugesprochen, 2018 wurde er in die National Academy of Sciences gewählt und ebenfalls 2018 erhielt er die Dirac-Medaille (ICTP). 2024 wurde Wen zum Mitglied der American Academy of Arts and Sciences gewählt.

## Schriften
Bücher und Übersichtsartikel:
- Quantum Field Theory of Many Body Systems: from the origin of sound to an origin of light and electrons, Oxford University Press 2004
- An Introduction to Quantum Order, String-net Condensation, and Emergence of Light and Fermions, Annals of Physics, Band 316, 2005, S. 1, Arxiv
- mit Michael Levin: Photons and Electrons as emergent phenomena, Reviews of Modern Physics, Band 77, 2005, S. 871–879, Arxiv
- mit Patrick A. Lee, N. Nagaosa: Doping a Mott insulator: Physics of high-temperature superconductivity, Rev. Mod. Phys., Band 78, 2006, S. 17

Aufsätze (Auswahl):
- mit J. R. Schrieffer: Spin-bag mechanism of high-temperature superconductivity, Phys. Rev. Lett., Band 60, 1988, S. 944
- mit J. R. Schrieffer, S. C. Zhang: Dynamic spin fluctuations and the bag mechanism of high-Tc superconductivity, Phys. Rev. B, Band 39, 1989, S. 11663
- mit Frank Wilczek, Anthony Zee: Chiral spin states and superconductivity, Phys. Rev. B, Band 39, 1989, S. 11413
- mit Q. Niu: Ground-state degeneracy of the fractional quantum Hall states in the presence of a random potential and on high-genus Riemann surfaces, Phys. Rev. B, Band 41, 1990, S. 9377
- Topological orders in rigid states, International Journal of Modern Physics B, Band 4, 1990, S. 239–271
- Chiral Luttinger liquid and the edge excitations in the fractional quantum Hall states, Phys. Rev. B, Band 41, 1990, S. 12838
- Mean-field theory of spin-liquid states with finite energy gap and topological orders, Phys. Rev. B, Band 44, 1991, S.  2664
- Theory of the edge states in fractional quantum Hall effects, Int. J. of Modern Phys. B, Band 6, 1992, S. 1711–1762
- Topological orders and edge excitations in fractional quantum Hall states, Advances in Physics, Band 44, 1995, S. 405–473
- mit P. A. Lee: Theory of Underdoped Cuprates, Band 76, 1996, S. 503
- Quantum orders and symmetric spin liquids, Phys. Rev. B, Band 65, 2002, S. 165113
- mit M. Levin: String net condensation. A physical mechanism for topological phases, Phys. Rev. B, Band 71, 2005, 045110, Arxiv
- mit M. Levin Fermions, strings, and gauge fields in lattice spin models, Phys. Rev. B, Band 67, 2003, S. 245316, Arxiv
- From new states of matter to a unification of light and electrons, Progr. Theor. Phys., Suppl., Band 160, 2006, S. 351–360, Arxiv
- mit M. Levin: Detecting Topological Order in a Ground State Wave Function, Phys. Rev. Lett., Band 96, 2006, S. 110405, Arxiv
- mit Z. C. Gu: Tensor-entanglement-filtering renormalization approach and symmetry-protected topological order, Phys. Rev. B, Band 80, 2009, S. 155131, Arxiv
- mit Zheng-Cheng Gu: Emergency of helicity +/- 2 modes (gravitons) from qubit models, Nuclear Physics B, Band 863, 2009, S. 90–129 Arxiv
- mit X. Chen, Z. C. Gu: Local unitary transformation, long-range quantum entanglement, wave function renormalization, and topological order, Phys. Rev. B, Band 82, 2010, S. 155138, Arxiv
- mit Xie Chen, Zheng-Cheng Gu: Classification of Gapped Symmetric Phases in 1D Spin Systems, Phys. Rev. B, Band 83, 2011, S.  035107, Arxiv
- mit Xie Chen, Zheng-Cheng Gu: Complete classification of 1D gapped quantum phases in interacting spin systems, Phys. Rev. B, Band 84, 2011, S. 235128, Arxiv.
- mit E. Tang, J. W. Mei: High-temperature fractional quantum Hall states, Phys. Rev. Lett., Band 106, 2011, S. 236802, Arxiv
- mit Xie Chen, Zheng-Cheng Gu, Zheng-Xin Liu: Symmetry protected topological orders and the group cohomology of their symmetry group, Phys. Rev. B, Band 87, 2013, S. 155114, Arxiv